# Hrvatska kontrola zračne plovidbe
Hrvatska kontrola zračne plovidbe d.o.o. (engleski skraćeni naziv CROATIA CONTROL) je trgovačko društvo u vlasništvu Republike Hrvatske za obavljanje poslova kontrole zračne plovidbe u Republici Hrvatskoj.
Društvo obavlja poslove pružanja usluga u zračnoj plovidbi u zračnom prostoru Republike Hrvatske, u zračnom prostoru iznad Jadranskog mora izvan teritorijalnih voda Republike Hrvatske do granica utvrđenih međunarodnim ugovorima koji obvezuju Republiku Hrvatsku i u zračnom prostoru druge države koja je Društvu povjerila provedbu kontrole zračne plovidbe. Istodobno Društvo ne može obavljati kontrolu zračne plovidbe u zračnom prostoru kontrola kojega je povjerena pravnoj osobi druge države. 
Poslovanje Hrvatske kontrole zračne plovidbe obuhvaća: 
- pružanje usluga u zračnoj plovidbi,
- provedba operativnih i središnjih operativnih poslova zračne plovidbe, a posebice kontrola zračnog prometa, poslovi uzbunjivanja, letnih informacija i preduzletnog informiranja s ciljem sigurnoga, redovitog i nesmetanog odvijanja zračnog prometa, te obrada i pohranjivanje podataka o letu, prosljeđivanje informacija od značenja za sigurnost zračnog prometa, upravljanje protokom zračnog prometa i korištenjem zračnog prostora,
- prikupljanje, obrada i objavljivanje zrakoplovnih informacija, uključujući objavljivanje posebnih publikacija,
- utvrđivanje operativnih zahtjeva za sustave kontrole zračnog prometa, sustave za posluživanje i nadzor, opremu i infrastrukturu i sl.,
- planiranje i skrb o strukturi zračnog prostora i letačkim postupcima, uzimajući u obzir interese civilnih i vojnih korisnika te zaštitu okoliša,
- razvoj, izgradnja, održavanje, nadzor i potvrđivanje ispravnosti postrojenja, sustava i uređaja kontrole zračne plovidbe i zrakoplovne meteorologije,
- zrakoplovno meteorološka motrenja i motrenja za klimatologiju aerodroma te sastavljanje i razmjena zrakoplovnih meteoroloških izvješća,
- izrada zrakoplovnih meteoroloških prognoza i posebnih upozorenja za aerodrome i rute u zračnom prostoru, priprema zrakoplovne meteorološke dokumentacije te osiguravanje i drugih obveza koje proizlaze iz ICAO dokumenata,
- provedba i usklađivanje operativnih, razvojnih i međunarodnih poslova i zadaća u međunarodnim organizacijama, posebice ICAO-u i Eurocontrol-u,
- stručna izobrazba i usavršavanje osoblja potrebnog za obavljanje poslova,
- izvoz i uvoz za potrebe Društva,
- ostali poslovi i operacije koje su u funkciji sigurnog obavljanja zračnoga prometa.

## Vanjske poveznice
- Službene stranica  Arhivirana inačica izvorne stranice od 5. listopada 2008. (Wayback Machine)
- Hrvatska kontrola zračne plovidbe d. o. o. Hrvatska tehnička enciklopedija, portal hrvatske tehničke baštine. LZMK